# 제3차 평양성 전투
제3차 평양성 전투(第三次平壤城戰鬪)는 제2차 평양성 전투에서 조명연합군의 첫 패전 이후 일본군들을 견제하기 위해 의병들이 나서 중화군의 임중량과 윤봉, 차은진과 차은로 형제 등이 의병을 이끌고 진지를 세우고 일본군들과 싸웠으나 고니시 유키나가는 중화군을 대공격하여 의병이 대부분 전멸하고 윤봉이 전사하였다.
한편 평양성의 일본군 병력이 약화되었다고 생각한 조선 조정에서는 총 2만명의 일본군보다 더많은 병력을 모아 단독으로 평양성을 탈환하기도 결정했다.
순변사 이일이 동쪽에서, 조방장 김경서가 서쪽에서, 순찰사 이원익이 북쪽에서 공격하기로 했으며, 9월 6일(음력 8월 1일) 평양성 보통문 밖에 조선군이 이르자 일본군 50명이 공격을 해왔다. 이에 조선군도 활을 쏘아 20명을 사살했다. 조선군은 사기가 올라 성문을 향해 돌격을 감행했으나 이때 성안에서 일본군 수천명이 나와 공격하면서 결국 조선군은 둘로 갈라져 지휘가 마비되고 훈련 한번 제대로 받아보지 못한 군사들을 흩여져 버리고 조선군은 일본군의 맹공격에 밀렸다. 남은 병력은 간신히 서쪽으로 후퇴했고 재빨리 후퇴했기 때문에 조금이라도 사상자를 줄였으나 임진왜란 전투 중 최초로 같은 장소에서 3번째로 전투에서 패한 기록을 남겼다.
이 중 김경서만이 적진에 돌격하여 7천명이 전사하고 일본군에게 대패하였다.

### 3차 평양성 전투의 의미
명나라의 원군 이후 최초의 조선군 독자적인 작전이었다.
비록 대실패로 돌아갔지만 여전히 조선군도 20,000명에 달하는 병력을 사용이 가능했다는 의미가 있다.